# Formación de Artés
La formación geológica de Artés es una unidad litostratigráfica de la cuenca sedimentaria del Ebro que fue definida en 1971 por J. Ferrer. Forma parte de la estratigrafía del Cenozoico continental catalán (España).

## Localización y características de la zona
Formalmente está situada dentro de los términos municipales de Sallent de Llobregat y Avinyó, aunque la población más próxima, y que le da el nombre, es el municipio de Artés. Tiene una extensión de unas 800 ha que incluye la Sierra de Montcogul y Fusimanya; con el punto más alto situado a la misma cumbre de Montcogul, de 598 m de altitud. El conjunto orográfico incluye también otros cerros y los riscos erosivos de la riera Gavarresa. El terreno es básicamente forestal, con algunas áreas agrícolas en las zonas más bajas.
Las escarpaduras, naturales o producidas durante las obras de la carretera C-25, permiten ver el color rojo característico del terreno.

## Características geológicas
El espesor de la formación es de unos 1000 m. Los materiales que la integran son sucesiones de lutitas y arenitas de un rojo intenso, depositadas durante la era cenozoica (Eoceno superior - Oligoceno inferior), en llanuras aluviales de tramos medianos y finales de sistemas aluviales. El color cobrizo de las lutitas de la formación viene dado por su procedencia, de origen continental y rico en óxidos de hierro, en contraste con los tonos grises-azulados y amarillentos de las lutitas procedentes de materiales del fondo marino.
Minerales que se pueden encontrar en relativa abundancia dentro de la formación son la malaquita, con importancia geológica no por la medida de los cristales o la extensión del yacimiento, sino por su especial proceso de mineralización, y también en menor mesura la azurita, que se puede encontrar en mineralizaciones de cobre de tipos «red-bed» cupríferos situadas en la base de los paleocanales, antiguos lechos fluviales, de la formación.
Además, las rocas arcillosas rojas de la formación de Artés se ven a menudo atravesadas por vetas blancas de yeso fibroso, procedentes de los márgenes de la formación de Cardona.